# S. P. Aldeia Aerodrome
S. P. Aldeia Aerodrome är en flygplats i Brasilien.   Den ligger i kommunen São Pedro da Aldeia och delstaten Rio de Janeiro, i den sydöstra delen av landet, 1 000 km sydost om huvudstaden Brasília. S. P. Aldeia Aerodrome ligger 18 meter över havet.
Terrängen runt S. P. Aldeia Aerodrome är platt. Runt S. P. Aldeia Aerodrome är det tätbefolkat, med 442 invånare per kvadratkilometer.. Närmaste större samhälle är São Pedro da Aldeia, 3,1 km söder om S. P. Aldeia Aerodrome.
Runt S. P. Aldeia Aerodrome är det i huvudsak tätbebyggt.